# Віттіггаузен
Віттіггаузен (нім. Wittighausen) — громада в Німеччині, знаходиться в землі Баден-Вюртемберг. Підпорядковується адміністративному округу Штутгарт. Входить до складу району Майн-Таубер.
Площа — 32,36 км2. Населення становить 1644 ос. (станом на 31 грудня 2020).

## Географія

### Географічне розташування
Віттігаузен та його чотири райони розташовані на річці Віттігбах у північно-східній частині округу Майн-Таубер, на сході межує з округом Вюрцбург. Муніципалітет займає центр чотирикутника Вюрцбург - Оксенфурт - Бад-Мергентхайм - Таубербішофсхайм. Її територія простягається від 223 метрів над рівнем моря на заході, де Віттігбах, що живиться весняними струмками на північному сході, у своїй найнижчій точці переходить у район Грюнсфельд-Ціммерн, до 364 метрів над рівнем моря на крайній півночі біля ферми Лілах на краю лісу Бойхель.
Північна частина муніципальної території площею 32,36 км² навколо районів Поппенгаузен і Обервіттігаузен належить до ущелини Оксенфуртер, для якої характерні лес і леттенкюпер, а також до ущелини Ґоллахґау. У південній частині, з районом Вільхбанд і частиною району Унтервіттігаузен ліворуч від долини Віттігбах, він є частиною плато Мессельгаузен у ландшафті черепашкових вапняків Тауберланду. Райони Поппенгаузен і Обервіттігаузен на плато Кляйнріндерфельд простягаються праворуч від долини Віттігбах. У цьому районі Віттігбах прорізає нижньомушелькальські вапняки і місцями утворює широку лугову заплаву. Лише на віддалі від села та на деяких схилах долини Віттігбаха збереглися більші площі лісу. Решта схилів долини сильно терасовані.